# Tabea Kemme
Tabea Kemme (Stade, Alemania, 14 de diciembre de 1991) es una policía y exfutbolista alemana. Su último equipo fue el Arsenal de la FA Women's Super League inglesa.

## Primeros años
Kemme se unió en el año 2000 al SG Freiburg/Oederquart a los 8 años. Seis años más tarde empezó a jugar en las categorías inferiores del 1. FFC Turbine Potsdam II.

## Clubes
| Club                      | País       | Año         |
| ------------------------- | ---------- | ----------- |
| 1. FFC Turbine Potsdam II | Alemania   | 2008 - 2010 |
| 1. FFC Turbine Potsdam    | Alemania   | 2008 - 2018 |
| Arsenal                   | Inglaterra | 2018 - 2020 |

Kemme hizo su debut profesional en primera división el 17 de septiembre de 2008 con el equipo 1. FFC Turbine Potsdam de la Bundesliga femenina alemana. Con este equipo Kemme ha logrado obtener cuatro títulos de campeón de la Bundesliga que en 2010 también se coronó campeón de la Liga de Campeones de la UEFA. En febrero de 2015 extendió su contrato con el Potsdam hasta 2017.
Se unió al Arsenal inglés en julio de 2018. Debido a múltiples lesiones en la rodilla, solo ha jugado 3 partidos.

## Selección nacional
Kemme fue miembro del equipo alemán que se coronó campeón en la Copa Mundial Sub-20 de 2010. Hizo su debut internacional con el primer equipo de la Selección de Alemania el 27 de noviembre de 2013 contra la selección de Croacia en un partido de clasificación para la Copa Mundial de 2015.
El 24 de mayo de 2015 Tabea Kemme fue nombrada a la escuadra alemana para la Copa Mundial de 2015, donde jugó 6 partidos.
En los Juegos Olímpicos de 2016 jugó todos los partidos completos menos uno, ayudando a Alemania a alcanzar la medalla de oro.

### Goles internacionales
Puntuaciones y resultados muestran los goles de Alemania primero
| Kemme – goles con Alemania | Kemme – goles con Alemania | Kemme – goles con Alemania | Kemme – goles con Alemania | Kemme – goles con Alemania | Kemme – goles con Alemania | Kemme – goles con Alemania          |
| #                          | Fecha                      | Ubicación                  | Rival                      | Puntuación                 | Resultado                  | Competición                         |
| -------------------------- | -------------------------- | -------------------------- | -------------------------- | -------------------------- | -------------------------- | ----------------------------------- |
| 1.                         | 18 de septiembre de 2015   | Halle, Alemania            | Hungría                    | 3–0                        | 12–0                       | Clasificación para la Eurocopa 2017 |
| 2.                         | 25 de octubre de 2016      | Aalen, Alemania            | Países Bajos               | 4–1                        | 4–2                        | Amistoso                            |
| 3.                         | 16 de septiembre de 2017   | Ingolstadt, Alemania       | Eslovenia                  | 4–0                        | 6–0                        | Clasificación para el Mundial 2019  |
| 4.                         | 16 de septiembre de 2017   | Ingolstadt, Alemania       | Eslovenia                  | 5–0                        | 6–0                        | Clasificación para el Mundial 2019  |
| 5.                         | 24 de octubre de 2017      | Großaspach, Alemania       | Islas Feroe                | 2–0                        | 11–0                       | Clasificación para el Mundial 2019  |
| 6.                         | 24 de octubre de 2017      | Großaspach, Alemania       | Islas Feroe                | 3–0                        | 11–0                       | Clasificación para el Mundial 2019  |

Fuente:

### Partidos y goles marcados en Mundiales y Juegos Olímpicos
| Gol                                                  | Partido | Fecha     | Ubicación      | Rival          | Alineación         | Min | Puntuación | Resultado        | Competición      |
| ---------------------------------------------------- | ------- | --------- | -------------- | -------------- | ------------------ | --- | ---------- | ---------------- | ---------------- |
| Mundial de Canadá 2015                               |         |           |                |                |                    |     |            |                  |                  |
|                                                      | 1       | 11-6-2019 | Ottawa         | Noruega        | Principal          |     |            | 1-1 (PE)         | Fase de grupos   |
|                                                      | 2       | 20-6-2015 | Ottawa         | Suecia         | 77' ( Cramer)      |     |            | 4-1 (PG)         | Fase de grupos   |
|                                                      | 3       | 26-6-2015 | Montreal       | Francia        | Principal          |     |            | 1-1 (5-4 p) (PG) | Cuartos de final |
|                                                      | 4       | 30-6-2015 | Montreal       | Estados Unidos | Principal          |     |            | 0-2 (PP)         | Semifinal        |
|                                                      | 5       | 4-7-2015  | Edmonton       | Inglaterra     | Principal          |     |            | 0-1 (PP)         | Tercer puesto    |
| Rio de Janeiro Fútbol Femenino Juegos Olímpicos 2016 |         |           |                |                |                    |     |            |                  |                  |
|                                                      | 6       | 3-8-2016  | São Paulo      | Zimbabue       | 72' ( Kerschowski) |     |            | 6-1 (PG)         | Fase de grupos   |
|                                                      | 7       | 6-8-2016  | São Paulo      | Australia      | Principal          |     |            | 2-2 (PE)         | Fase de grupos   |
|                                                      | 8       | 9-8-2016  | Brasilia       | Canadá         | Principal          |     |            | 2-1 (PG)         | Fase de grupos   |
|                                                      | 9       | 12-8-2016 | Salvador       | China          | Principal          |     |            | 1-0 (PG)         | Cuartos de final |
|                                                      | 10      | 16-8-2016 | Salvador       | Canadá         | Principal          |     |            | 2-0 (PG)         | Semifinal        |
|                                                      | 11      | 19-8-2016 | Río de Janeiro | Suecia         | Principal          |     |            | 2-1 (PG)         | Final            |

### Partidos y goles marcados en Campeonatos Europeos
| Gol           | Partido | Fecha     | Ubicación | Rival | Alineación    | Min | Puntuación | Resultado | Competición    |
| ------------- | ------- | --------- | --------- | ----- | ------------- | --- | ---------- | --------- | -------------- |
| Eurocopa 2017 |         |           |           |       |               |     |            |           |                |
|               | 1       | 17-7-2017 | Utrecht   | Rusia | 75' ( Mittag) |     |            | 2-0 (PG)  | Fase de grupos |

## Retirada
El 14 de enero de 2020, se anunció que Kemme se retiraba del fútbol profesional debido a una lesión que la mantuvo fuera de juego durante un largo período de tiempo.

## Palmarés

### Clubes
| Título            | Club                   | País     | Temporada |
| ----------------- | ---------------------- | -------- | --------- |
| Copa DFB Sub-17   | 1. FFC Turbine Potsdam | Alemania | 2007-08   |
| Bundesliga        | 1. FFC Turbine Potsdam | Alemania | 2008–09   |
| DFB-Hallenpokal   | 1. FFC Turbine Potsdam | Alemania | 2009      |
| Liga de Campeones | 1. FFC Turbine Potsdam | España   | 2009–10   |
| Bundesliga        | 1. FFC Turbine Potsdam | Alemania | 2009–10   |
| DFB-Hallenpokal   | 1. FFC Turbine Potsdam | Alemania | 2010      |
| Bundesliga        | 1. FFC Turbine Potsdam | Alemania | 2010–11   |
| Bundesliga        | 1. FFC Turbine Potsdam | Alemania | 2011–12   |
| DFB-Hallenpokal   | 1. FFC Turbine Potsdam | Alemania | 2013      |
| DFB-Hallenpokal   | 1. FFC Turbine Potsdam | Alemania | 2014      |

### Campeonatos internacionales
| Título                              | Equipo                | Sede final     | Año  |
| ----------------------------------- | --------------------- | -------------- | ---- |
| Campeonato Europeo Sub-17           | Alemania              | Suiza          | 2008 |
| Copa Mundial Sub-17 (Tercer puesto) | Alemania              | Nueva Zelanda  | 2008 |
| Copa Mundial Sub-20                 | Alemania              | Alemania       | 2010 |
| Copa de Algarve                     | Alemania              | Portugal       | 2014 |
| Juegos Olímpicos                    | Selección de Alemania | Río de Janeiro | 2016 |

## Policía
En 2012, Kemme comenzó sus estudios para comisionada de policía en la Universidad de Ciencias Aplicadas de la Policía de Brandenburgo, que terminó en 2017. Completó la parte práctica en Oranienburg y la teórica en Potsdam y Oberhavel.